# Biatló als Jocs Olímpics d'hivern de 2006 - 10 quilòmetres persecució femenins
Als Jocs Olímpics d'Hivern de 2006 celebrats a la ciutat de Torí (Itàlia) es disputà una prova de biatló femenina sobre una distància de 10 quilòmetres en format de persecució que, unida a la resta de proves, configurà el programa oficial dels Jocs. Els biatletes havien de fer cinc voltes en un circuit de 2 quilòmetres disparant vint vegades, deu drets i deu més estirats. Cada error en els tirs comportà una penalització de 150 metres d'esquí de fons.
La prova es disputà el dia 18 de febrer de 2006 a les instal·lacions esportives de Cesana San Sicario. Hi participaren un total de 60 biatletes de 22 comitès nacionals diferents.

## Resum de medalles
| Or           | Argent         | Bronze          |
| Kati Wilhelm | Martina Glagow | Albina Akhatova |

## Resultats
| Posició | Nom                         | CON             | Temps                 | Penalització          | Diferència            |
| ------- | --------------------------- | --------------- | --------------------- | --------------------- | --------------------- |
| 1       | Kati Wilhelm                | Alemanya        | +0:18                 | 1                     | —                     |
| 2       | Martina Glagow              | Alemanya        | +1:05                 | 2                     | +1:13.6               |
| 3       | Albina Akhatova             | Rússia          | +0:09                 | 1                     | +1:21.4               |
| 4       | Svetlana Ishmouratova       | Rússia          | +0:39                 | 2                     | +1:45.4               |
| 5       | Michela Ponza               | Itàlia          | 0:56                  | 1                     | +2:08.1               |
| 6       | Liv Grete Poirée            | Noruega         | +0:49                 | 2                     | +2:19.8               |
| 7       | Olga Nazarova               | Belarús         | +0:22                 | 3                     | +2:26.1               |
| 8       | Lilia Efremova              | Ucraïna         | +0:07                 | 3                     | +2:26.2               |
| 9       | Liu Xianying                | R.P. de la Xina | +0:46                 | 3                     | +2:41.7               |
| 10      | Uschi Disl                  | Alemanya        | +1:58                 | 4                     | +2:47.2               |
| 11      | Katrin Apel                 | Alemanya        | +1:34                 | 3                     | +2:55.3               |
| 12      | Sandrine Bailly             | França          | +0:12                 | 3                     | +2:55.8               |
| 13      | Florence Baverel-Robert     | França          | +0:00                 | 4                     | +3:14.0               |
| 14      | Anna Carin Olofsson         | Suècia          | +0:02                 | 7                     | +3:22.5               |
| 15      | Linda Tjorhom               | Noruega         | +1:17                 | 3                     | +3:36.2               |
| 16      | Teja Gregorin               | Eslovènia       | +1:00                 | 2                     | +3:36.5               |
| 17      | Kong Yingchao               | R.P. de la Xina | +1:36                 | 3                     | +3:58.3               |
| 18      | Tora Berger                 | Noruega         | +1:34                 | 2                     | +4:01.2               |
| 19      | Olga Zaitseva               | Rússia          | +0:34                 | 5                     | +4:05.4               |
| 20      | Madara Liduma               | Letònia         | +1:40                 | 6                     | +4:07.2               |
| 21      | Magdalena Gwizdon           | Polònia         | +1:23                 | 3                     | +4:29.0               |
| 22      | Sun Ribo                    | R.P. de la Xina | +1:26                 | 7                     | +4:45.2               |
| 23      | Natalia Levtchenkova        | Moldàvia        | +2:03                 | 1                     | +4:52.5               |
| 24      | Katerina Holubcova          | Txèquia         | +2:02                 | 2                     | +4:53.9               |
| 25      | Olena Zubrilova             | Belarús         | +0:09                 | 8                     | +4:59.3               |
| 26      | Delphyne Peretto            | França          | +1:00                 | 3                     | +5:09.2               |
| 27      | Diana Rasimoviciute         | Lituània        | +1:17                 | 4                     | +5:12.7               |
| 28      | Iekaterina Dafovska         | Bulgària        | +1:52                 | 6                     | +5:24.0               |
| 29      | Iekaterina Ivanova          | Belarús         | +2:00                 | 7                     | +5:31.9               |
| 30      | Irina Nikoultchina          | Bulgària        | +1:59                 | 7                     | +5:43.2               |
| 31      | Tadeja Brankovič            | Eslovènia       | +1:43                 | 5                     | +5:58.5               |
| 32      | Pavlina Filipova            | Bulgària        | +2:22                 | 6                     | +6:20.9               |
| 33      | Dana Elena Plotogea         | Romania         | +2:30                 | 3                     | +6:27.4               |
| 34      | Sylvie Becaert              | França          | +1:42                 | 3                     | +6:33.5               |
| 35      | Zdenka Vejnarova            | Txèquia         | +2:15                 | 4                     | +6:34.1               |
| 36      | Lenka Faltusova             | Txèquia         | +1:46                 | 4                     | +6:38.9               |
| 37      | Krystyna Palka              | Polònia         | +1:36                 | 5                     | +6:42.9               |
| 38      | Nathalie Santer             | Itàlia          | +1:38                 | 8                     | +6:48.0               |
| 39      | Rachel Steer                | Estats Units    | +1:58                 | 2                     | +6:49.2               |
| 40      | Gro Marit Istad Kristiansen | Noruega         | +2:02                 | 6                     | +6:57.9               |
| 41      | Nina Lemesh                 | Ucraïna         | +2:42                 | 5                     | +7:05.0               |
| —       | Martina Halinarova          | Eslovàquia      | +1:01                 | 8                     | doblada               |
| —       | Sona Mihokova               | Eslovàquia      | +1:39                 | 8                     | doblada               |
| —       | Marcela Pavkovcekova        | Eslovàquia      | +1:40                 | 5                     | doblada               |
| —       | Alexandra Rusu              | Romania         | +2:21                 | 4                     | doblada               |
| —       | Eveli Saue                  | Estònia         | +2:24                 | 7                     | doblada               |
| —       | Oksana Khvostenko           | Ucraïna         | +2:39                 | 4                     | doblada               |
| —       | Ikuyo Tsukidate             | Japó            | +2:46                 | 7                     | doblada               |
| —       | Anna Lebedeva               | Kazakhstan      | +2:50                 | 6                     | doblada               |
| —       | Dijana Grudicek             | Eslovènia       | +2:57                 | 3                     | doblada               |
| —       | Magdalena Nykiel            | Polònia         | +3:01                 | 1                     | doblada               |
| —       | Saskia Santer               | Itàlia          | +3:11.                | 3                     | doblada               |
| —       | Radka Popova                | Bulgària        | +3:30                 | 2                     | doblada               |
| —       | Andreja Mali                | Eslovènia       | +3:31                 | 3                     | doblada               |
| —       | Anzela Brice                | Letònia         | +3:32                 | 3                     | doblada               |
| —       | Anna Murinova               | Eslovàquia      | no finalitzà          | no finalitzà          | no finalitzà          |
| -       | Ludmilla Ananko             | Belarús         | no finalitzà          | no finalitzà          | no finalitzà          |
| —       | Katja Haller                | Itàlia          | no finalitzà          | no finalitzà          | no finalitzà          |
| —       | Olena Petrova               | Ucraïna         | no prengué la sortida | no prengué la sortida | no prengué la sortida |
| —       | Hou Yuxia                   | R.P. de la Xina | no prengué la sortida | no prengué la sortida | no prengué la sortida |